# Cássio Egídio de Queirós Aranha
Cássio Egídio de Queirós Aranha (São Paulo, 7 de outubro de 1899 — São Paulo, 12 de agosto de 1976) foi um jurista e político brasileiro, um dos líderes da Revolução Constitucionalista de 1932.

## Vida
Assinou manifesto de fundação, em 1926, do Partido Democrático, fazendo parte do Diretório Distrital da Consolação como primeiro secretário, do Conselho Consultivo do Partido e de seu Diretório Central Provisório, organizado após a Revolução de 1932, sendo que nesse posto assinou o manifesto da instituição da "Chapa Única", que concorreu às eleições de 1934, e que foi a congregação de todas as forças políticas que apoiaram a Revolução de 1932. No M.M.D.C., organização que dirigiu o movimento, teve atuação destacada como tenente-coronel, na qualidade de Chefe Geral da Concentração, na Praça da República, onde recebeu o aclamado governador civil de 32, Pedro de Toledo. Na linha de frente, comandou setor do Batalhão Princesa Isabel, havendo combatido no setor da Mogiana.
Foi membro efetivo da "Comissão da Medalha da Constituição" da Assembleia Legislativa de São Paulo, criada pela Resolução n.° 330, de 25 de junho de 1962, com a finalidade de condecorar todos aqueles que tomaram parte, tanto na linha de frente, como na retaguarda, na Revolução de 9 de julho de 1932, ao lado do Exército Constitucionalista, tendo sido 1 dentre os 32 primeiros a serem homenageados.
Bacharel em Direito pela Faculdade de Direito da Universidade de São Paulo, turma de 1923, com especialização em Direito Administrativo e Teoria Geral do Estado.
Como procurador prestou serviços na Procuradoria Judicial e Patrimonial da Municipalidade de São Paulo e como assistente do diretor do Departamento Jurídico Osvaldo Aranha Bandeira de Melo.
Foi assistente jurídico do prefeito Jânio da Silva Quadros e do prefeito José Porfírio da Paz. Eleito Jânio da Silva Quadros, governador do Estado, em 1955, passou a dirigir o Serviço de Assistência Jurídica do Gabinete do Governador. Exerceu idêntica função no governo posterior, por convite do governador Carlos Alberto Alves de Carvalho Pinto.
Convidado a ser assistente jurídico pelo presidente da República Jânio da Silva Quadros, declinou por motivos de saúde.
Conselheiro do Departamento de Assistência Médica ao Servidor Público do Estado (DAMSPE), tendo sido um dos organizadores do Hospital do Servidor Público Estadual de São Paulo.
Conselheiro do Instituto dos Advogados de São Paulo.
Irmão benemérito da Irmandade do Santíssimo Sacramento da Catedral de São Paulo, tendo sido mesário, secretário, e vice-provedor.
Foram seus pais, os aristocratas José de Queirós Aranha e Maria Egídio de Sousa Aranha, primos-irmãos, ambos nascidos em Campinas, São Paulo, tendo seu pai recebido pelo Imperador o título de cavaleiro fidalgo da casa imperial, e sendo bacharel em direito e fazendeiro dedicado à lavoura cafeeira, proprietário dentre outras, em Campinas, das fazendas Palmeiras, Terra Branca, e Santa Maria (antiga Fazenda Tanquinho, sediando a Estação Tanquinho, da Companhia Mogiana de Estradas de Ferro).
Pelo lado paterno, foi neto de Manuel Carlos Aranha, barão de Anhumas, e de Blandina Augusta de Queirós Aranha, baronesa consorte de Anhumas, fazendeiros em Campinas e Jundiaí, proprietários dentre outras, da Fazenda Anhumas, da Fazenda Pau d'Alho, da Fazenda Santa Maria, da Fazenda Rio da Prata. Sobrinho-neto de Joaquim Policarpo Aranha, barão de Itapura. Pelo lado materno, foi bisneto de Maria Luzia de Sousa Aranha, viscondessa de Campinas, herdeira da Sesmaria Engenho Mato Dentro. Neto, do tenente-coronel José Egídio de Sousa Aranha e de Antônia Flora de Queirós Aranha. Sobrinho neto de Joaquim Egídio de Sousa Aranha, marquês de Três Rios, que foi deputado e por três vezes vice-presidente da província de São Paulo. Foram seus irmãos, Marina de Queirós Aranha, que se casou com o jurista e professor Alcebíades Delamare Nogueira da Gama, José Octávio de Queirós Aranha que se casou com Olga Castelo Branco de Gusmão, com geração, e Maria Aparecida de Queirós Aranha, que se casou com José Estanislau do Amaral Souza, com geração.
Casou-se com Cynira Rudge da Silva Ramos, de São Paulo, descendente do inglês John Rudge e de João da Silva Machado, barão com grandeza de Antonina (colonizador, catequizador, coronel honorário do Exército Brasileiro, senador da província do Paraná, comandante da Guarda Nacional). Com geração.
Foi sepultado no Cemitério da Consolação, na cidade de São Paulo.